# Телескоп

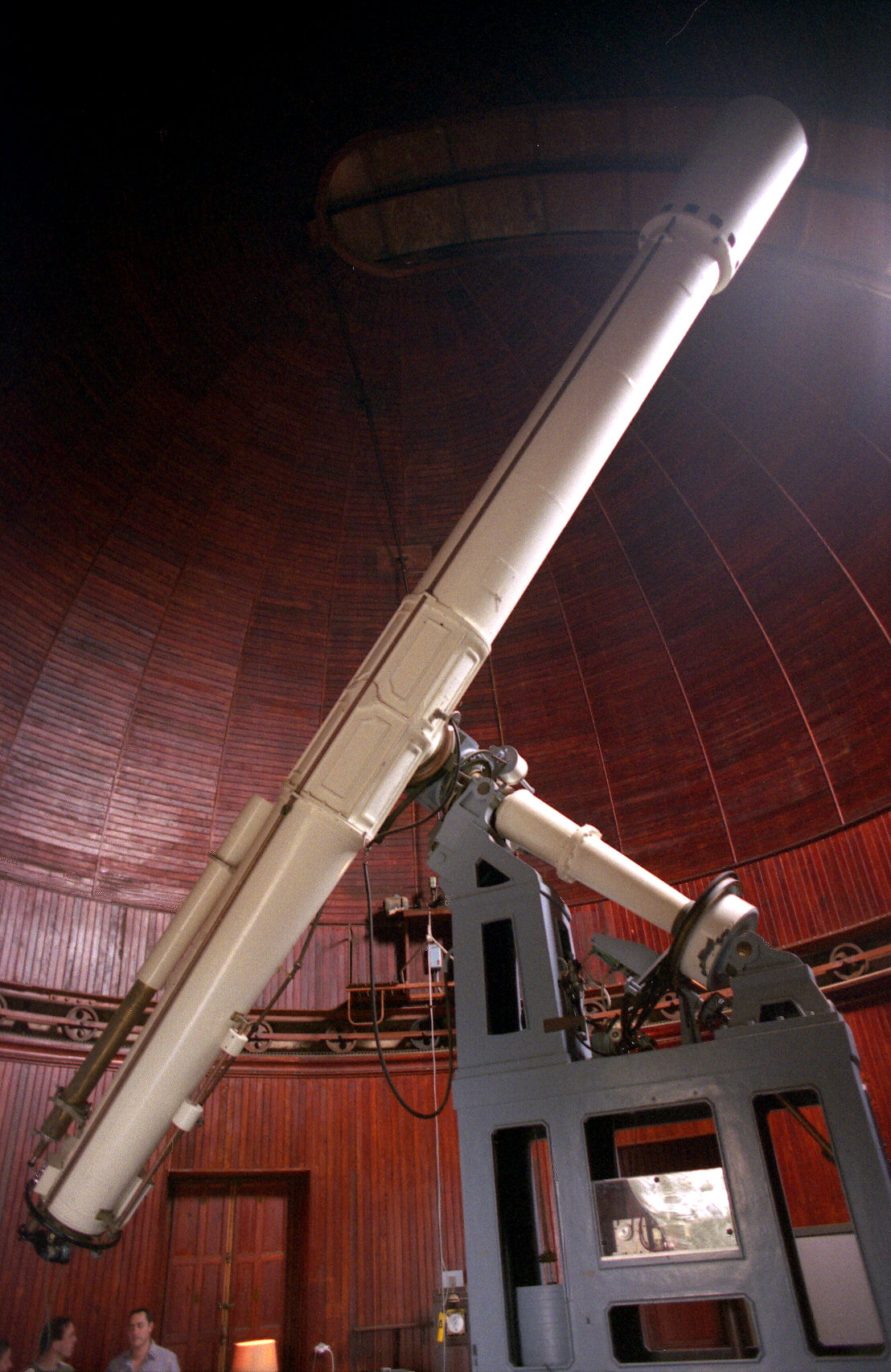
50-сантиметровий телескоп в обсерваторії Ніцци

Телеско́п (від грец. τῆλε — «далеко» + σκοπεῖν — «бачити, дивитися») — прилад для спостереження віддалених об'єктів, найчастіше — астрономічних. Перші телескопи мали збільшення всього в 30 разів, сучасні любительські телескопи мають збільшення в 170—760 разів. Неозброєним оком людина може бачити близько 9000 зір, найпростішими телескопами — від 500 тисяч до 100 мільйонів зір, телескопами в обсерваторіях — порядку мільярда.
Перші прототипи телескопа створили незалежно один від одного у 1608 році три винахідники: Ганс Ліпперсгей, Захарій Янсен та Якоб Метьюс. 1609 року конструкцію вдосконалив Галілео Галілей. Ці телескопи були оптичними, і за наступні понад 400 років створено багато оптичних схем та їх модифікацій. Деякі з них використовують систему лінз (рефрактори), інші — систему дзеркал (рефлектори), а частина є комбінованими.
Спостереження за допомогою телескопів у XVI—XVIII століттях були виключно візуальними, оскільки інші методи реєстрації зібраного телескопом світла на той момент ще не були винайдені. Наприкінці XIX століття з розповсюдженням фотографії почали використовуватися фотопластинки, які були розповсюдженим інструментом до 1990-х років. Потужний поштовх до розвитку нових типів телескопів відбувся з середини XX століття з винайденням напівпровідникових матеріалів, які призвели до створення ПЗЗ-камер. Також, починаючи з 1960-х років, почалися запуски телескопів на навколоземну орбіту, завдяки чому виник окремий клас космічних телескопів.
Нині термін «телескоп» вживається не тільки для позначення оптичних телескопів. Радіотелескопи є антенами і призначені для спостережень у діапазонах електромагнітних хвиль, невидимих для людського ока: гамма, рентгенівському, ультрафіолетовому, інфрачервоному та радіодіапазоні. Подекуди термін «телескоп» застосовують і для детекторів інших типів, таких як нейтринний телескоп, гравітаційно-хвильовий телескоп, черенковський телескоп (для реєстрації космічних променів).
Станом на 2024 рік найбільшим дзеркальним телескопом був 10,4-метровий Великий телескоп Канарських островів, а найбільшим лінзовим — 102-сантиметровий рефрактор в Єркській обсерваторії.

## Призначення
Основне призначення будь-якого оптичного телескопа, незалежно від конструкції — збирати світло від віддалених об'єктів. Світло фокусується за допомогою системи дзеркал або лінз та потрапляє до детектора — людського ока, фотопластинки, ПЗЗ-камери, спектрографа тощо.
Основною оптичною складовою телескопа є об'єктив, який збирає світло й будує зображення об'єкта або ділянки неба. Об'єктив з'єднується з іншими частинами телескопа за допомогою корпусу. Механічна конструкція, яка підтримує корпус й забезпечує його поворот у двох площинах для наведення на певну ділянку неба, називається монтуванням. Якщо приймачем світла є око (під час візуальних спостережень), то обов'язково потрібен окуляр, через який розглядається зображення, побудоване об'єктивом. Для фотографічних, фотоелектричних, спектральних спостережень окуляр не потрібен. Фотографічну пластинку, вхідну діафрагму електрофотометра, щілину спектрографа тощо встановлюють безпосередньо у фокальній площині телескопа.

## Назва
Галілео Галілей, один з винахідників телескопа, використовував латинський термін perspicillum.
Термін «телескоп» придумав грецький поет-богослов Джованні Демісіані на бенкеті, що відбувся 14 квітня 1611 року. Слово утворено шляхом об'єднання грец. τήλε (далеко) і σκοπέω (спостерігати, розглядати), тобто «телескоп» дослівно означає «далекоглядний». Серед архаїзмів української мови є далекогля́д, далековид.

## Історія

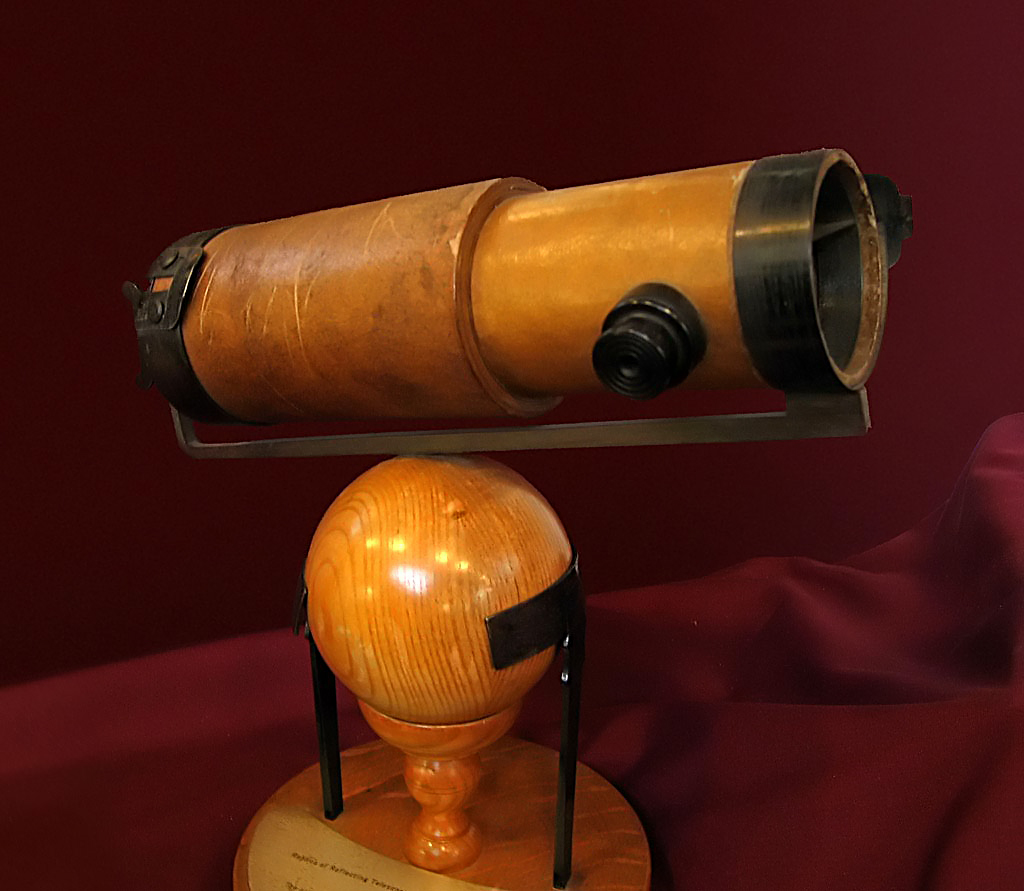
Копія телескопа Ньютона — Вікінса, третього телескопа-рефлектора, створеного Ньютоном, який був представлений в 1766 році після реставрації Томасом Хітом.

Найперші відомі робочі телескопи з'явилися 1608 року; їх створення приписують Гансу Ліпперсгею, він же першим подав заявку на патент винаходу телескопа. Серед багатьох інших, які стверджували, що винайшли телескоп, були Захарій Янсен — голландський окулярний майстер із Мідделбурга, і Якоб Метьюс з Алкмара. Конструкція цих ранніх рефракторів складалася з опуклої лінзи об'єктива й увігнутого окуляра. Галілео Галілей застосував таку конструкцію наступного року. У 1611 році Йоганн Кеплер описав, як можна зробити телескоп з опуклою лінзою об'єктива й опуклою лінзою окуляра, а в 1655 році астрономи, включно з Християном Гюйгенсом, почали будувати безкорпусні телескопи з цією оптичною схемою. Найсуттєвішим недоліком ранніх рефлекторів була хроматична аберація, внаслідок якої зображення світил мали веселкову облямівку, що обмежувало роздільну здатність приладу.
Ісаак Ньютон побудував один з перших рефлекторів в 1668 році. Він складався з увігнутого сферичного дзеркала та невеликого плоского діагонального дзеркала для відбиття світла в окуляр, встановлений збоку телескопа. Рефлектор Ньютона був позбавлений хроматичної аберації, але натомість страждав від сферичної аберації, внаслідок якої зображення все ж були розмитими. Оптичні схеми рефлекторів, позбавлені сферичної аберації, запропонували Джеймс Грегорі (1663) і Лоран Кассегрен (1672). В їх конструкціях первинне дзеркало було увігнутим параболічним, а вторинне дзеркало відбивало світло в отвір у центрі головного дзеркала. У схемі Кассегрена вторинне дзеркало було опуклим гіперболоїдом і формувалося перевернуте зображення. У схемі Грегорі вторинне дзеркало було увігнутим еліпсоїдом і зображення було прямим (неперевернутим).
Ахроматичні об'єктиви з двох лінз із різними показниками заломлення, які значно знижували хроматичну аберацію, дозволили зробити рефрактори меншими. Перший такий об'єктив спроєктував і замовив виготовлення Честер Мур Голл 1733 року, але він не публікував своїх результатів. Джон Доллонд відтворив винахід Голла 1754 року й запатентував його 1758 року. Його сімейне підприємство почало виготовляти й продавати ахроматичні дублети.
Важливими подіями в історії рефлекторних телескопів було створення Джоном Гедлі параболічного дзеркала діаметром 15 см у 1721 році.
У XVIII — XIX століттях дзеркала рефлекторів виготовляли зі спекулуму (олов'яної бронзи). 1857 року Леон Фуко винайшов процес сріблення дзеркал й оптики почали переходити на скляні дзеркала, які після механічної обробки вкривали тонкою плівкою срібла, що має кращий коефіцієнт відбиття. Із 1930-х років замість срібла почали використовувати покриття з дешевшого й довговічнішого алюмінію.

До кінця XIX століття основною метою телескопічних спостережень було вивчення видимих положень небесних світил. Важливу роль відігравали спостереження комет і деталей на планетних дисках. Усі ці спостереження здійснювалися візуально, і рефрактор із дволінзовим об'єктивом задовольняв потреби астрономів.

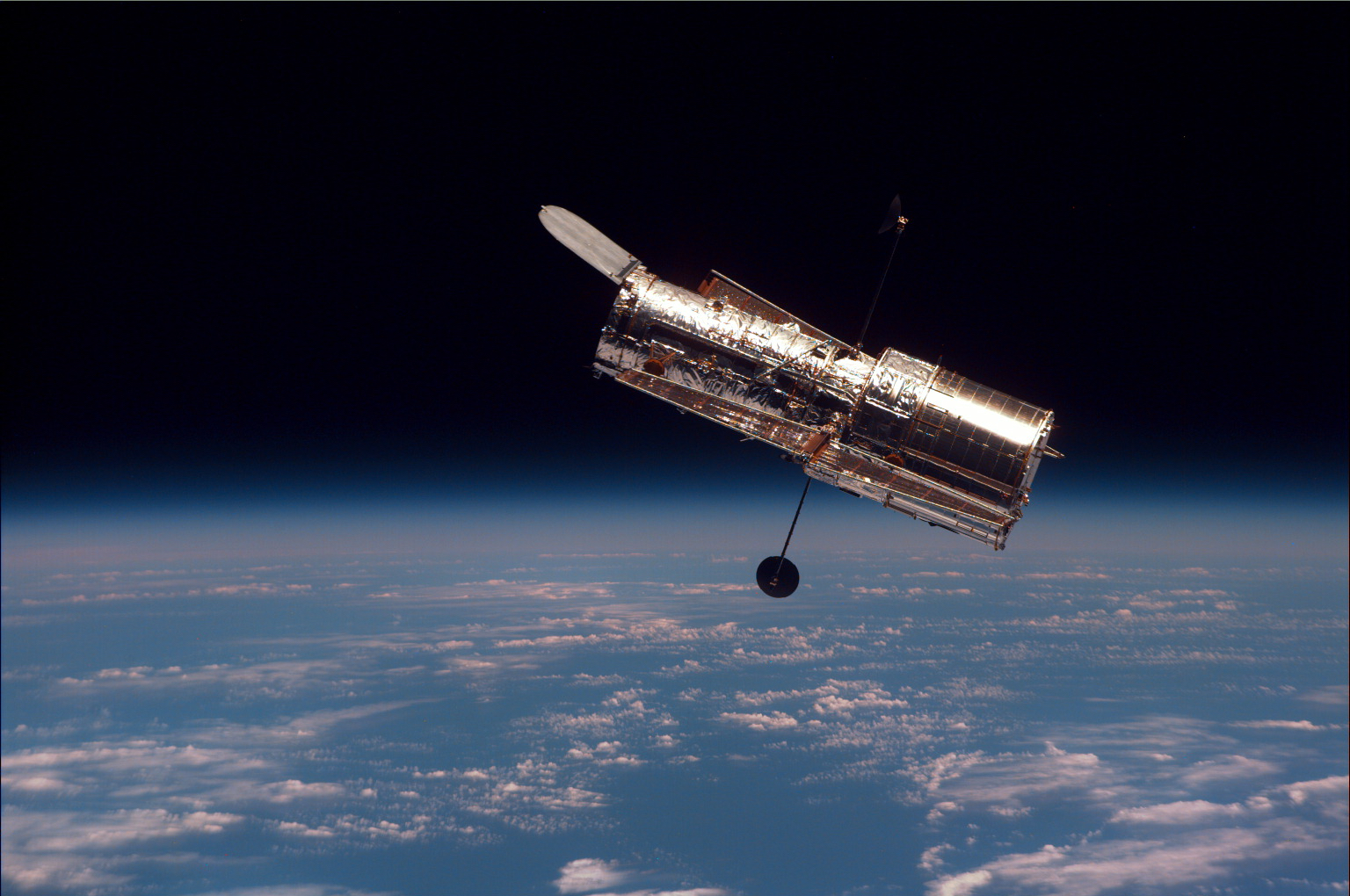
Орбітальний телескоп «Габбл» після сервісного обслуговування 1997 року, під час відокремлення від шатлу «Дискавері».

Починаючи з кінця XIX ст., і особливо у XX ст. характер астрономічної науки зазнав суттєвих змін. Більшість досліджень зсунулася в галузь астрофізики й зоряної астрономії. Основним предметом дослідження стали фізичні характеристики Сонця, планет, зір, зоряних систем. З'явилися нові приймачі випромінювання — фотографічна пластинка і фотоелемент. Почала широко застосовуватися спектроскопія. Були відкриті нові діапазони електромагнітного спектра. Як наслідок, з'явилися нові типи телескопів.
Зокрема, було виявлено, що окрім наявності хроматичних аберацій, лінзи в телескопах-рефракторах поглинають ультрафіолетове та інфрачервоне випромінювання. Фотографічні емульсії та фотоелементи чутливі в ширшій області спектра, ніж око, і тому хроматична аберація під час роботи з цими приймачами позначається сильніше. Як наслідок, набули розповсюдження телескопи-рефлектори, де замість лінз використовується система дзеркал.
Епоха радіотелескопів (разом з радіоастрономією) зародилася з випадкового відкриття Карлом Янським космічного радіовипромінювання у 1931 році. У XX столітті розроблено багато видів телескопів у широкому діапазоні довжин хвиль — від радіо до гамма-променів. Оскільки земна атмосфера непрозора для гамма-, рентгенівського та ультрафіолетового випромінювання, телескопи, що працюють у цих діапазонах, є винятково космічними, а перші з них були запушені на навколоземну орбіту в 1965, 1970 та 1968 роках відповідно.

## Основні характеристики телескопів
Основні характеристики телескопа: апертура, світлосила,  збільшення, роздільна здатність і поле зору.
Збільшення {\displaystyle \gamma } дорівнює відношенню фокусної відстані об'єктива та окуляра, 
розраховується за формулою:
{\displaystyle \gamma ={\frac {f}{f_{0}}},}
де {\displaystyle f} — фокусна відстань об'єктива, {\displaystyle f_{0}} — фокусна відстань окуляра.
Другий телескоп Галілея мав збільшення всього в 30 разів. Сучасні, навіть аматорські, телескопи мають збільшення в 170—760 разів.

### Приклади
У таблиці наведено деякі телескопи (для аматорських — без застосування ПЗЗ-камери), їхні граничні зоряні величини (ГЗВ) та типи об'єктів, які в них можна спостерігати.
| Діаметр телескопу                                   | ГЗВ       | Типи об'єктів (цілі спостережень) | Примітки                    |
| --------------------------------------------------- | --------- | --- | --------------------------- |
| Неозброєне око (для порівняння)                     | ~6,5      | Близько 9000 зір, 4 галактики (Велика і Мала Магелланові хмари, M31, M33). | [ 48 ] [ 49 ]               |
| Бінокль, діаметр лінз 50 мм                         | ~10       | Потенційно — до 627 000 зір | [ 50 ] [ 51 ]               |
| Любительський телескоп, D=100 мм                    | ~12       | Потенційно — до 5,3 мільйона зір, усі об'єкти каталогу Мессьє. | [ 50 ] [ 51 ] [ 52 ] [ 53 ] |
| Любительський телескоп, D=280 мм                    | ~15       | Потенційно — до 130 мільйонів зір, майже всі об'єкти Нового загального каталогу. | [ 50 ] [ 51 ] [ 54 ]        |
| Космічний телескоп «Кеплер» (0,95 м)                | ~16       | В рамках розширеної цілі місії були проведені спостереження понад 500 тисяч зір (при максимальній потенційній кількості в 380 мільйонів) з метою пошуку проходження екзопланет.                                                       | [ 55 ] [ 56 ]               |
| Transiting Exoplanet Survey Satellite, TESS (10 см) | ~16-17    | 200-400 тисяч зір з метою спостереження транзитів екзопланет. Деякі з астероїдів, комет, відносно яскравих галактик, туманностей та інших об'єктів, які потрапляють в кадр.                                                           | [ 57 ] [ 58 ]               |
| Великий рефрактор Єркської обсерваторії (102 см)    | ~17       | Потенційно — до 1 мільярда зір. |                             |
| Wide Field Survey Telescope (D=2,5 м)               | 21,5-23,6 | Наднові в галактиках з червоним зсувом до z~0,1 (~1,3 мільярда світлових років). | [ 59 ] [ 60 ] [ 61 ]        |
| Великий телескоп Канарських островів (10,4 м)       | 25,8-26,5 | Галактики з червоним зсувом до z~6,5. Тривалість експозиції становить близько 40 000 секунд (понад 11 годин). | [ 62 ]                      |
| Тридцятиметровий телескоп (30 м)                    | 27.5      | Галактики з червоним зсувом щонайменше z=2,5. | [ 63 ]                      |
| «Габбл»                                             | 31,5      | Галактики з червоним зсувом до z~5,8-6,0 (Hubble Ultra Deep Field). | [ 64 ] [ 65 ]               |
| «Джеймс Вебб»                                       | >30?      | Галактики з червоним зсувом до понад z=10. Через великий червоний зсув ці галактики невидимі в оптичному діапазоні, тому цей телескоп одразу проєктували таким чином, щоб він міг проводити спостереження в інфрачервоному діапазоні. | [ 66 ] [ 67 ]               |

### Теоретичні викладки
Апертура телескопа визначає потік світла: чим вона більша — тим (при однакових інших умовах) яскравішим буде зображення. Для астрономічних телескопів застосовуються позначення апертури як частки фокусної відстані об'єктива, наприклад f/8.0, що означає апертуру в 1/8 від фокусної відстані об'єктива. 
Поза межами земної атмосфери викривлення повністю відсутнє, тому максимальна роздільна здатність телескопа теоретично визначається лише дифракційною межею:
{\displaystyle \phi ={\frac {\lambda }{D}}}
Кутова роздільна здатність у радіанах дорівнює відношенню довжини ({\displaystyle \lambda }) хвилі до лінійної апертури ({\displaystyle D}). Наприклад, теоретична роздільна здатність космічного телескопа із дзеркалом діаметром 2,4 метра (як у телескопа Габбл) на довжині хвилі 555 нм становить 0,05 кутової секунди. Потрібно розрізняти кутове збільшення, яке є характеристикою власне телескопу, і роздільну здатність (зокрема, максимальну), яка залежить ще й від довжини хвилі, на якій ведеться спостереження.
Світлосила телескопа — це співвідношення освітленості зображення об'єкта до його початкової освітленості, тобто, це свого роду «збільшення», але не видимих кутових розмірів об'єкта, а його яскравості. Пропорційна квадрату діафрагмового числа об'єктива:
{\displaystyle Q\sim \left({\frac {D}{f}}\right)^{2}}
Безпосередньо світлосилу як окремий параметр в сучасній астрономії застосовують нечасто, оскільки для значної частини професійних астрономічних спостережень використовуються ПЗЗ-матриці, які здатні накопичувати заряд впродовж певного часу, який називається експозицією. Накопичений заряд після завершення експозиції перетворюється в сигнал, який записується у вигляді зображення. Чим більша кількість накопиченого заряду (до певної межі) в кожній "комірці" ПЗЗ-матриці — тим вищою буде яскравість відповідного пікселя. А кількість заряду своєю чергою залежить перш за все від того, чи падає на цю комірку світло від якоїсь зорі і якщо так — наскільки яскравою вона є. Також потрібно враховувати неминучу наявність різноманітних шумів та інших викривлень зображення і за можливості усувати частину з них. Тому астрономи частіше використовують поняття граничної зоряної величини (англ. limiting magnitude), тобто величини найтьмяніших зір, яку за ідеальних умов можна спостерігати в цей телескоп неозброєним оком або за допомогою ПЗЗ-матриці з певною експозицією та світлофільтром. Для переносних (аматорських) телескопів приблизне значення граничної зоряної величини (ГЗВ) обчислюється за формулою:
{\displaystyle m_{max}\simeq 7.5+5\log _{10}{A}}
де {\displaystyle A} — апертура в сантиметрах. Збільшення експозиції дозволяє (до певної міри) збільшувати граничну зоряну величину.

## Телескопи за оптичними схемами
Оптичні схеми бувають кількох основних типів: лінзові (рефрактори), дзеркальні (рефлектори), дзеркально-лінзові (катадіоптричні).:

### Лінзовий телескоп (рефрактор)

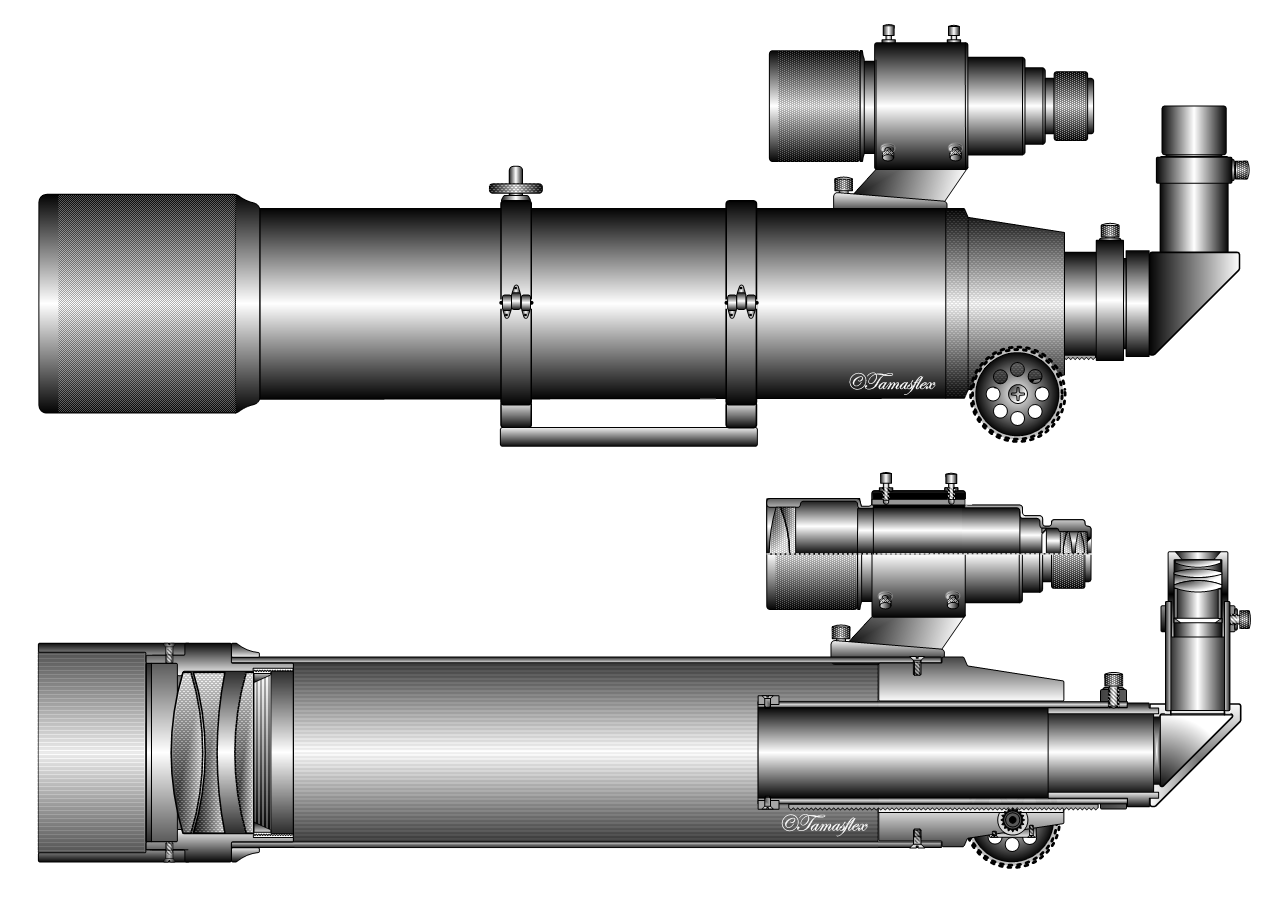
Оптична схема Кеплера — рефрактор із шукачем. Показано окремі лінзи та механізм фокусування.

Рефрактор (лат. refractor від refringo — заломлювати) — це телескоп, об'єктив якого складається з лінзи або системи лінз, що заломлюють світло. Історично були першим типом телескопів, який застосовувався для астрономічних спостережень.
Оскільки кут заломлення світла в лінзі залежить від довжини хвилі (це явище має назву дисперсія світла), тому недоліком перших рефракторів була значна хроматична аберація. Її можна скоригувати за допомогою системи додаткових лінз, таких як ахромати чи апохромати.
Типи (оптичні схеми) телескопів-рефракторів:
- Телескоп Галілея(інші мови)
- Телескоп Кеплера(інші мови)
- Безкорпусний телескоп
- Ахромат
- Апохромат
- Апланат
- Анастигмат

### Дзеркальний телескоп (рефлектор)

Порівняння розмірів головних дзеркал астрономічних телескопів (реалізованих і запланованих).

Об'єктив рефлектора являє собою сферичне, параболічне, гіперболічне або еліптичне первинне дзеркало, поверхня якого визначає світлосилу телескопа. Зображення предмета відбивається вторинним дзеркалом, а потім спостерігається через окуляр.
Основні переваги рефлекторів — відсутність хроматичної аберації, простіше виготовлення великих дзеркал і зручніше розташування труби. Це пояснюється тим, що світло відбивається в них дзеркалами, тому труба теоретично має лише половину довжини, а важке дзеркало розміщене з боку спостерігача, а не на зовнішньому кінці труби, як лінза рефрактора. Окрім того, велике дзеркало рефлектора виготовити значно легше, ніж дволінзовий ахромат: потрібно обробити з оптичною точністю одну поверхню дзеркала (замість чотирьох поверхонь лінз). Також дзеркало можна зробити порожнистим, що значно зменшує його масу і тим самим забезпечує можливість створення значно більшого за розміром телескопа. Усе це призвело до того, що рефлектор став основним інструментом астрофізики.
Первинне дзеркало параболічної форми має порівняно малу площу та велику фокусну відстань. Поверхня сферичної форми забезпечує достатнє наближення зображення, хоча його якість дещо нижча. Проте сферичне дзеркало має перевагу з точки зору більш простих вимог при його створенні, а отже, нижчих виробничих витрат.
Проте сферичне дзеркало не збирає паралельний пучок променів в одну точку, воно дає у фокусі дещо розмите зображення. Це викривлення називається сферичною аберацією. Якщо дзеркалу надати форму параболоїда обертання, то сферична аберація зникає. Паралельний пучок, спрямований на такий параболоїд уздовж його осі, збирається у фокусі практично без викривлень (якщо не брати до уваги неминучого розмиття через дифракцію). Однак, параболічні дзеркала мають інший недолік — кому. У сучасних рефлекторах застосовують дзеркала різної форми, наприклад, в оптичних схемах Річі—Кретьєна й тридзеркального анастигмата дзеркала мають форму гіперболоїда. Така схема зокрема застосовується в деяких космічних телескопах.

#### Активна та адаптивна оптика
Адаптивна оптика — це технологія для компенсації викривлення хвильового фронту електромагнітного випромінювання. Таке викривлення призводить до появи додаткового спотворення зображення, що в свою чергу погіршує якісь та точність результатів подальшого аналізу зображення. Концепцію розробив Горес Бебкок в 1953 році, однак остаточно втілена в життя була в 1990-х, коли з'явилися достатньо потужні комп'ютери. Одним з різновидів адаптивної оптики є мікроелектромеханічні системи (англ. micro-electromechanical systems, скорочено MEMS), яка базується на зміні форми дзеркала телескопа в реальному часі. Для цього дзеркало має бути доволі тонким. Альтернативою є використання сегментованих дзеркал, де компенсація викривлення хвильового фронту відбувається вже не за рахунок деформації, а завдяки повороту сегментів в двох площинах.
Активна оптика також базується на деформації дзеркала в реальному часі, однак, на відміну від адаптивної, вирішує іншу проблему — викривлення дзеркала через зовнішні фактори (вітер, різницю температур, механічне навантаження тощо). Тобто, активна оптика має значно більшу амплітуду і час корекції.

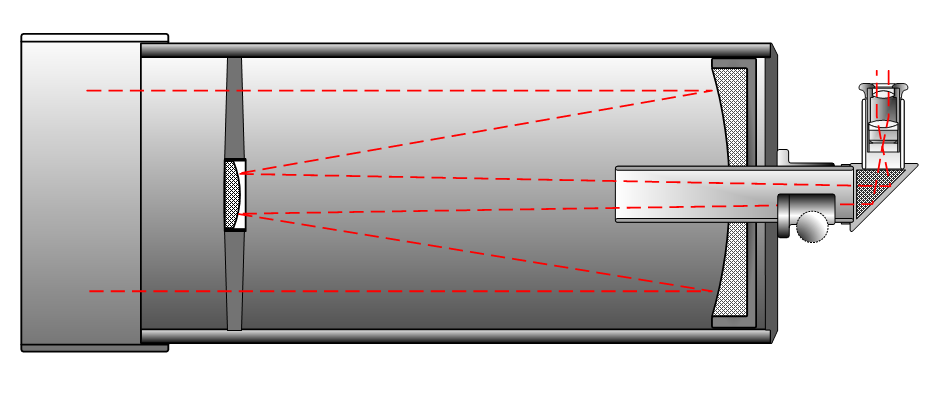
Оптична схема телескопа Кассегрена.

#### Типи телескопів-рефлекторів
- Ньютонівський телескоп
- Телескоп Кассегрена
- Грегоріанський телескоп
- Телескоп Річі — Кретьєна
- Тридзеркальний анастигмат
- Рідкодзеркальний телескоп

### Катадіоптричний телескоп

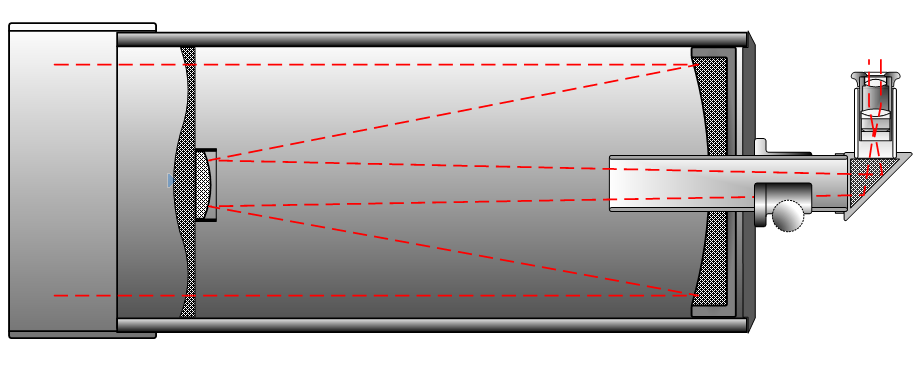
Телескоп Шмідта — Кассегрена.

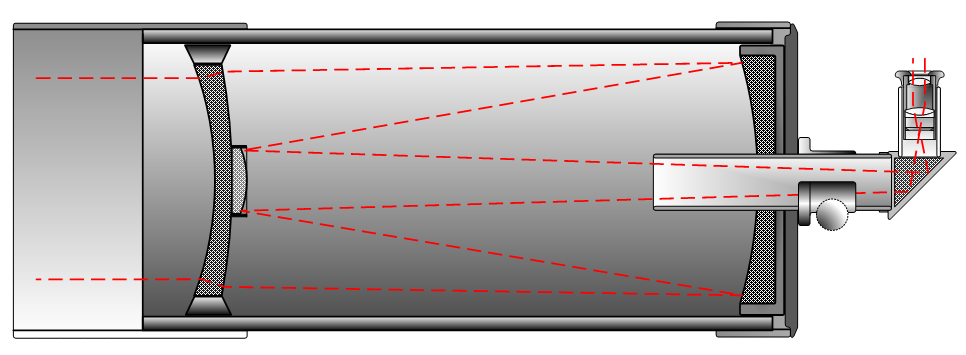
Телескоп Максутова - Кассегрена.

Катадіоптрична оптична система поєднує в одній оптичній системі ефекти заломлення і відбиття світлових променів, як правило за допомогою лінз (діоптрика[en]) і дзеркал (катоптрика[en]). Подібні системи поєднують переваги обох типів систем користуючись з комбінації заломлення світла і його відбиття. Здебільшого це модифіковані рефлекторні схеми (Ньютона, Кассегрена), в яких встановлено заломлюючу коригувальну пластину складної форми для зменшення аберацій. Зазвичай, така пластина конструктивно поєднана з вторинним дзеркалом. Телескопи з оптичною схемою Шмідта — Кассегрена є популярними серед астрономів-аматорів.
Типи катадіоптричних телескопів:
- Телескоп Шмідта — Кассегрена (Камера Шмідта[en])
- Телескоп Максутова — Кассегрена (Телескоп Максутова)
- Телескоп Шмідта — Ньютона
- Телескоп Клевцова-Кассегрена[en]
- Телескоп Аргунова-Кассегрена[en]
- Телескоп Люрі — Гоутона[en]

## Телескопи за діапазоном довжин хвиль
Усі небесні об'єкти з температурою вище абсолютного нуля випромінюють певний спектр електромагнітного випромінювання. Для вивчення Всесвіту вчені використовують кілька різних типів телескопів для виявлення цих різних типів випромінювання в електромагнітному спектрі:
1. Оптичний
2. Інфрачервоний
3. Субміліметровий
4. Мікрохвильовий
5. Радіотелескоп
6. Ультрафіолетовий
7. Рентгенівський
8. Гамма-телескоп

### Рентгенівський та гамма-телескоп

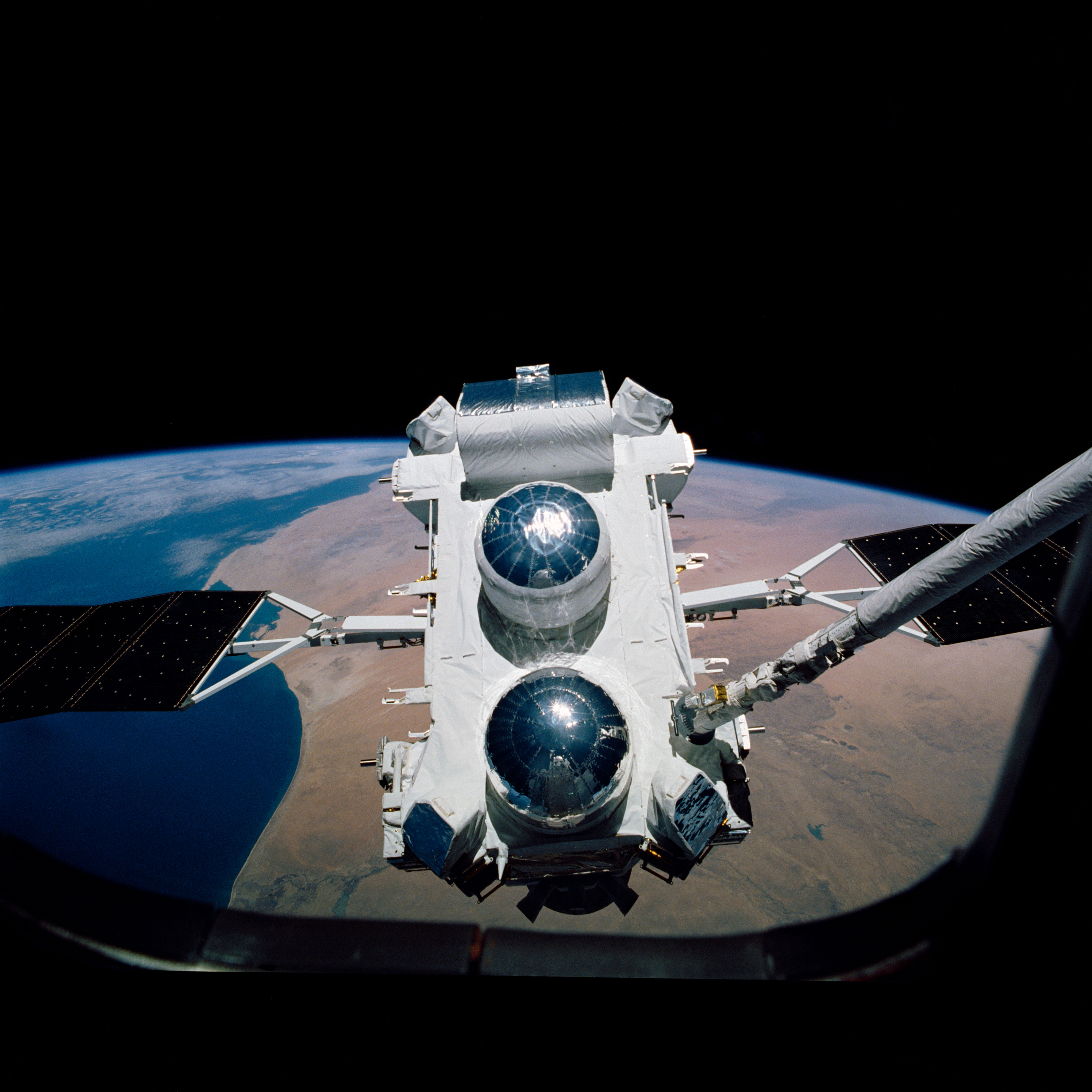
Гамма-обсерваторія Комптона, виведена на орбіту космічним кораблем «Спейс Шаттл» у 1991 році

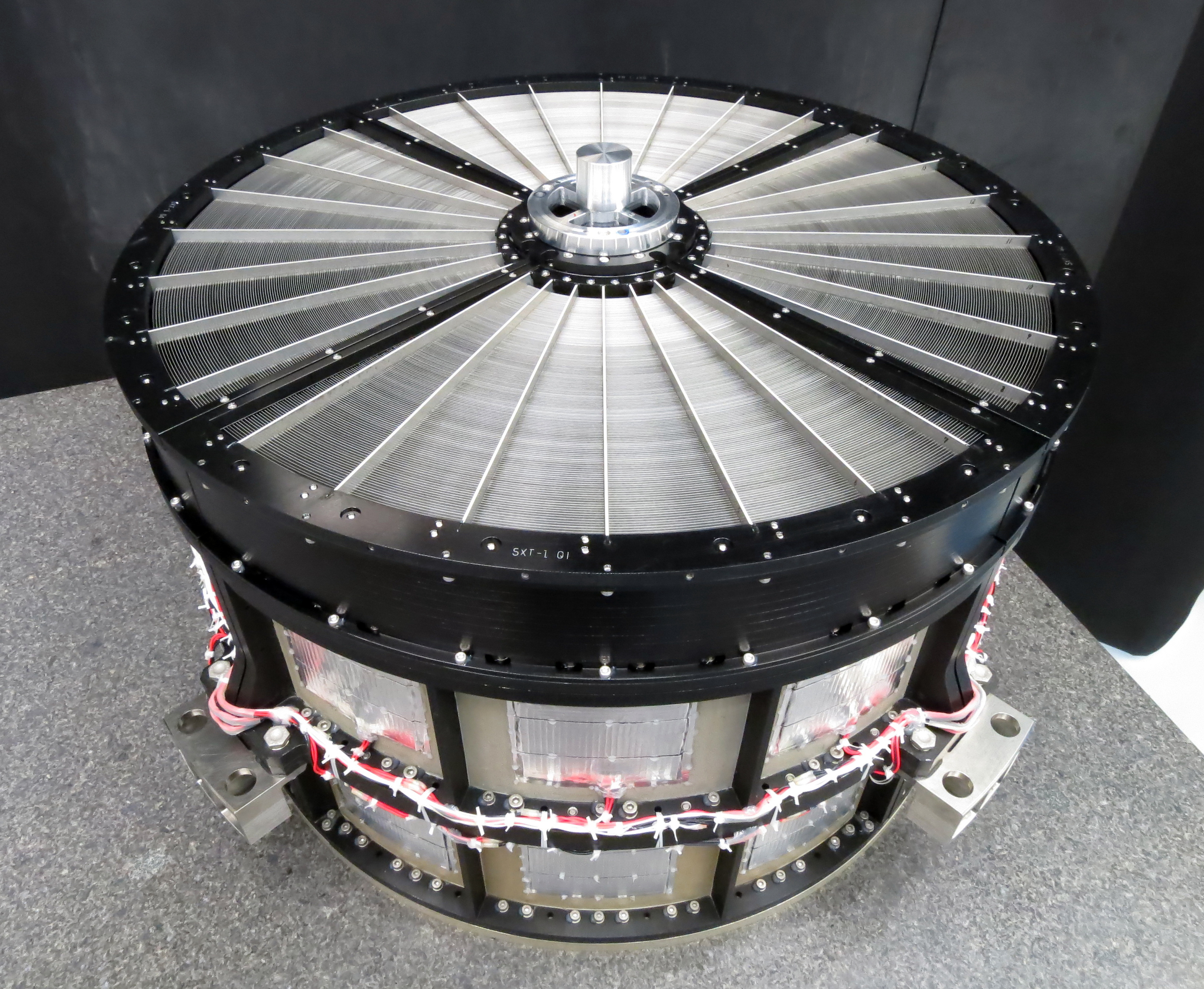
Фокусуюче рентгенівське дзеркало телескопа Хітомі, що складається з понад двохсот концентричних алюмінієвих оболонок

Рентгенівські та гамма-телескопи з більшою енергією утримуються від повного фокусування та використовують маски з кодованою апертурою: візерунки тіні, яку створює маска, можна реконструювати для формування зображення.
Рентгенівські та гамма-телескопи зазвичай встановлюються на високолітаючих повітряних кулях або супутниках, що обертаються навколо Землі, оскільки земна атмосфера непрозора для цієї частини електромагнітного спектра. Прикладом цього типу телескопа є космічний гамма-телескоп Фермі, який був запущений у червні 2008 року.
Виявлення гамма-променів дуже високої енергії з меншою довжиною хвилі та вищою частотою, ніж звичайні гамма-промені, потребує подальшої спеціалізації. Прикладом такого типу обсерваторії є наземний телескоп VERITAS.
Рентгенівські промені набагато важче зібрати та сфокусувати, ніж електромагнітне випромінювання з більшою довжиною хвилі. Рентгенівські телескопи можуть застосовувати дзеркала косого падіння, такі як телескопи Вольтера, що складаються з кільцеподібних «близьких» дзеркал із важких металів. Вони здатні відбивати лише промені, що близькі до дотичних. Дзеркала зазвичай являють собою перетин повернутої параболи та гіперболи або еліпса. У 1952 році Ганс Вольтер описав 3 схеми телескопів із застосуванням таких дзеркал. Прикладами космічних обсерваторій, які застосовують цей тип телескопа, є обсерваторія Ейнштейна, ROSAT і рентгенівська обсерваторія Чандра. У 2012 році запущено рентгенівський телескоп NuSTAR, у якому застосовано оптичну схему Вольтера на кінці довгої щогли, що розгортається, щоб забезпечити фокусування фотонів з енергією 79 кеВ.

### Ультрафіолетовий
Ультрафіолетовий телескоп — телескоп, який використовується для дослідження ультрафіолетової частини електромагнітного спектра, між частиною, що сприймається як видиме світло, і частиною, зайнятою рентгенівськими променями. Ультрафіолетове випромінювання має довжину хвиль від 10 до 400 нм. Стратосферний озоновий шар Землі поглинає всі хвилі, коротші за 300 нм. Оскільки він лежить на висоті 20—40 км над рівнем моря, астрономи змушені вдаватися до ракет і супутників, щоб проводити спостереження з висоти.

### Оптичний

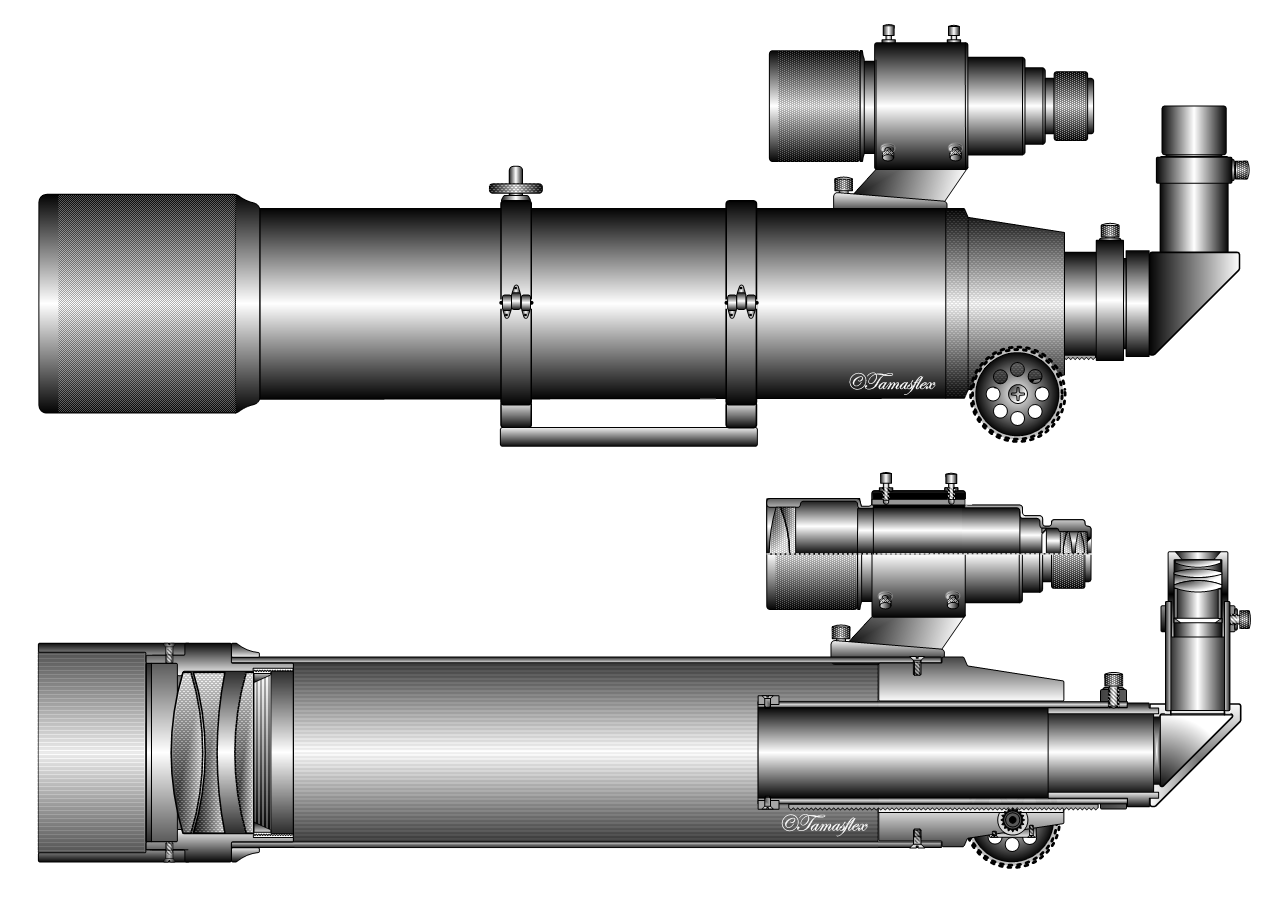
Оптичні телескопи (рефрактори).

Оптичні телескопи є основним інструментом для астрономічних досліджень та дозволяють вивчати небесні об'єкти, використовуючи оптичні принципи для збору та фокусування світла з космосу.
Конструктивно оптичний телескоп являє собою трубу (суцільну, каркасну або фермову), встановлену на монтуванні. Основна схема полягає в тому, що первинний світлозбірний елемент — об'єктив — фокусує світло від віддаленого об'єкта у фокальній площині, де воно формує реальне зображення. Це зображення можна переглянути через окуляр, який діє як збільшувальне скло. Оптична система телескопа складається з декількох оптичних елементів (лінз, дзеркал).
Телескопи, побудовані на основі лінзової оптичної системи (діоптричної), називають рефракторами. Телескопи, у яких застосовують дзеркала (катоптрики), називають рефлекторами. Телескопи, що мають змішану оптичну систему (дзеркально-лінзову) називають катадіоптричними.
Першим оптичним приладом для астрономічних спостережень був телескоп-рефрактор який винайшли Ганс Ліппершей і Захаріас Янссен із Мідделбурга, а також оптик Якоб Метіус з Алкмару в 1608 р. надалі його вдосконалив Галілео Галілей (1609 р.), якого вважають першим, хто застосував телескоп для астрономічних спостережень.

### Інфрачервоний
Було кілька ключових подій, які призвели до винаходу інфрачервоного телескопа:
- У 1800 році Вільям Гершель відкрив інфрачервоне випромінювання[120].
- У 1878 році Семюел Пірпойнт Ленглі створив перший болометр[121]. Це був дуже чутливий інструмент, який міг електрично виявляти неймовірно малі зміни температури в інфрачервоному спектрі.
- Томас Едісон використав альтернативну технологію, свій тазиметр[en], щоб виміряти тепло в короні Сонця під час сонячного затемнення 29 липня 1878 року[122].
- У 1950-х роках вчені використовували свинцево-сульфідні детектори для виявлення інфрачервоного випромінювання з космосу. Ці детектори охолоджували рідким азотом[123].
- Між 1959 і 1961 роками Гарольд Джонсон створив фотометри ближнього інфрачервоного діапазону, які дозволили вченим вимірювати тисячі зірок.
- У 1961 році Френк Лоу винайшов перший германієвий болометр. Цей винахід, охолоджуваний рідким гелієм, поклав початок розвитку поточного інфрачервоного телескопа[124]

Інфрачервоні телескопи можуть бути наземними, бортовими або космічними. Вони містять інфрачервону камеру зі спеціальним твердотільним інфрачервоним детектором, який необхідно охолоджувати до кріогенних температур.
Наземні телескопи першими почали використовувати для спостереження космічного простору в інфрачервоному діапазоні. Їх популярність зросла в середині 1960-х років. Наземні телескопи мають обмеження, оскільки водяна пара в атмосфері Землі поглинає інфрачервоне випромінювання. Наземні інфрачервоні телескопи, як правило, розміщують на високих горах і в дуже сухому кліматі, щоб покращити видимість.
У 1960-х роках вчені використовували повітряні кулі, щоб підняти інфрачервоні телескопи на велику висоту. За допомогою повітряних куль вони змогли піднятися на висоту приблизно 25 миль (40 кілометрів). У 1967 році інфрачервоні телескопи були встановлені на ракетах. Це були перші повітряні інфрачервоні телескопи. Відтоді такі літальні апарати, як повітряна обсерваторія Койпера (KAO), були пристосовані для перенесення інфрачервоних телескопів. Останнім повітряним інфрачервоним телескопом, який досяг стратосфери, стала Стратосферна обсерваторія інфрачервоної астрономії NASA (SOFIA) у травні 2010 року. Разом вчені США та Німецького аерокосмічного центру розмістили 17-тонний інфрачервоний телескоп на реактивному літаку Boeing 747.
Розміщення інфрачервоних телескопів у космосі повністю виключає перешкоди з боку земної атмосфери. Одним із найбільш значущих проєктів інфрачервоних телескопів був інфрачервоний астрономічний супутник (IRAS), запущений у 1983 році. Він розкрив інформацію про інші галактики, а також інформацію про центр нашої галактики Чумацький Шлях. NASA зараз має в космосі космічний корабель на сонячних батареях з інфрачервоним телескопом під назвою Wide-field Infrared Survey Explorer (WISE). Він був запущений 14 грудня 2009 року.

### Субміліметровий телескоп та радіотелескоп

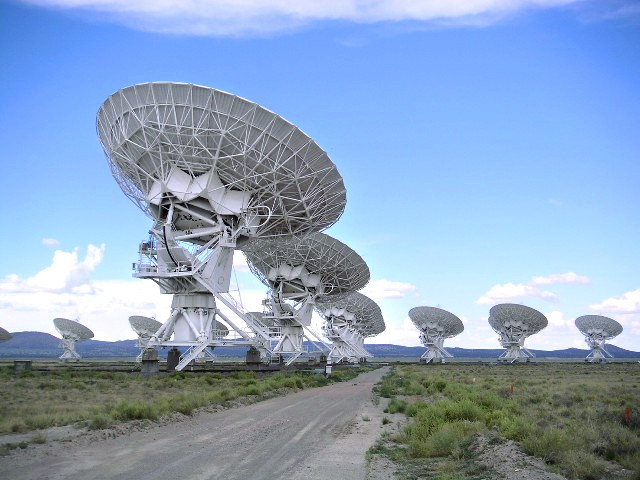
Радіотелескоп Very Large Array, Нью-Мексико, США.

Радіотелескопи — це науковий інструмент, що використовує радіохвилі для спостереження за небесними об'єктами. Він допомагає астрономам вивчати електромагнітне випромінювання, яке є частиною електромагнітного спектра, відмінного від видимого світла. Радіотелескопи дають змогу вивчати різні феномени, як-от галактики, космічні магнітні поля та інші об'єкти і явища, які випромінюють радіохвилі. Такі телескопи являють собою направленні антени, найчастіше параболічної форми. Оскільки їх радіодіапазон набагато ширший від оптичного, конструкції радіотелескопів можуть значно відрізнятися. До прикладу, тарілку іноді виготовляють із провідної дротяної сітки, отвори якої менші за довжину хвилі, яка спостерігається.
На відміну від оптичного телескопа, який створює збільшене зображення ділянки неба, що спостерігається, традиційна антена радіотелескопа містить один приймач і записує один змінний у часі сигнал, характерний для спостережуваної області. Цей сигнал може дискретизуватися на різних частотах. У деяких нових конструкціях радіотелескопів одна «тарілка» містить масив із кількох приймачів (також відомий як решітка фокальної площини).
Збираючи та співвідносячи сигнали, отримані одночасно кількома тарілками, можна обчислити зображення високої роздільної здатності. Такі багатотарілкові матриці відомі як астрономічні інтерферометри, а техніка називається апертурним синтезом. «Віртуальні» отвори цих масивів подібні за розміром до відстані між телескопами.
Синтез апертури тепер також застосовується до оптичних телескопів з використанням оптичних інтерферометрів (матриць оптичних телескопів) та інтерферометрії з маскуванням апертури на телескопах з одним відбивачем.
Радіотелескопи також використовуються для збору мікрохвильового випромінювання, перевага якого полягає в тому, що воно може проходити крізь атмосферу та міжзоряні газопилові хмари.

## Телескопи поза електромагнітним спектром

### Нейтринний телескоп
Нейтринні телескопи призначені для спостереження астрономічних об'єктів за допомогою нейтринних детекторів у спеціальних обсерваторіях. Вони складаються з сотень і тисяч оптичних модулів, розподілених у великому об'ємі. Нейтрино утворюються в результаті певних видів радіоактивного розпаду, ядерних реакцій, таких як ті, що відбуваються на Сонці, астрофізичних явищ високих енергій, в ядерних реакторах, або коли космічні промені потрапляють на атоми в атмосфері. Оскільки нейтрино взаємодіють слабо, детектори нейтрино повинні мати велику масу мішені (часто тисячі тонн). Детектори також повинні використовувати екранування та ефективне програмне забезпечення для видалення фонового сигналу.

### Детектор гравітаційних хвиль
Цей тип детекторів використовується для реєстрації гравітаційних хвиль. Перші детектори почали з'являтися в 1960-х роках, і мали своєрідну конструкцію та принцип роботи. Це були резонансні детектори, тобто металеві циліндри з чітко визначеними розмірами та, як наслідок, резонансною частотою. За задумом, при проходженні гравітаційних хвиль через циліндр, його резонансна частота змінювалася, однак станом на 2024 рік немає жодних підтверджених спостережень з застосуванням цього типу детекторів основними інструментами.
Інший тип детекторів — лазерних інтерферометрів — є більш успішним, оскільки саме завдяки детектору цього типу під назвою LIGO в 2015 році вперше зареєстровано злиття двох чорних дір. Відтоді відкрили ще цілу низку подібних астрономічних подій.

### Детектор космічних променів
Ці детектори використовуються для реєстрації космічних променів — частинок високої енергії, що приходять з космосу в атмосферу Землі. Деякі обсерваторії, призначені для пошуку високоенергетичних заряджених частинок, здатні також реєструвати гамма-промені та рентгенівські промені високої енергії. Існує декілька основних типів детекторів для реєстрації космічних променів: сцинтиляційні, твердотілі, комптонівські, черенковські.

## Телескопи за типом монтування
Складним технічним завданням є наведення телескопа на об'єкт і відстеження його. Адже внаслідок обертання Землі зорі та інші небесні об'єкти здійснюють видимий добових рух на небесній сфері.
Монтування телескопа завжди має дві взаємно-перпендикулярні осі, поворот довкола яких дозволяє навести його практично на будь-яку ділянку неба.

### Азимутальне
Азимутальне монтування, що складається з вертикальної осі та горизонтальної осі, є найпростішим у конструкції та балансуванні. Його головний недолік полягає в тому, що він не здатний природним чином забезпечити екваторіальне відстеження (якщо тільки не було вирішено встановити телескоп на полюсі Землі): необхідна композиція рухів на двох осях, а швидкості, які потрібно надавати на кожній з осей, є сильно нелінійними. Проте вибір цього типу монтування сьогодні є систематичним для великих телескопів національних і міжнародних обсерваторій: тригонометричні розрахунки, які дозволяють забезпечити екваторіальне відстеження та компенсацію результуючого обертання поля, можуть здійснюватися будь-яким сучасним комп'ютером, тоді як розробка екваторіального монтування еквівалентного розміру була б дуже дорогою. Шляхом розрахунку та компенсації обертання вони також дають змогу стежити за об'єктами у відносному зміщенні відносно далеких зір, а також компенсувати зміщення небесних полюсів через прецесію рівнодення. Телескопи Keck, VLT, LBT, Subaru та інші, а також такі проєкти, як E-ELT, використовують азимутальне монтування.
В альт-азимутальному монтуванні одна з осей спрямована в зеніт, інша лежить у горизонтальній площині. Для того, щоб на азимутальному монтуванні утримати небесне тіло у полі зору, доводиться виконувати обертання навколо обох осей монтування (горизонтальної та вертикальної), до того ж цей рух має бути нерівномірним.
Але для телескопів великої маси вертикальне та горизонтальне розташування осей значно спрощує конструкцію та розрахунок деформацій. Тому найбільші земні телескопи застосовують саме таку схему (попри складніше керування задля відстеження руху світил). Серед великих телескопів таке монтування вперше застосовано 1976 року в СРСР для 6-метрового рефлектора, який отримав назву БТА (рос. Большой Телескоп Азимутальный).
Монтування Добсона — є одним з підтипів альт-азимутального монтування і є дуже популярним серед аматорів, оскільки його легко та дешево побудувати. Для астрономів-аматорів азимутальне монтування просте у використанні, але не підходить для тривалих спостережень або великих збільшень. Ручний поворот телескопа зазвичай використовується лише на астрономічних телескопах малого діаметра. Моторизоване  може використовуватися для відстеження небесного тіла, якщо ним керує бортовий або наземний комп'ютер. Оскільки вони відносно прості у використанні, саме азимутальні монтування з автоматичним позиціонуванням на небесному тілі, відомі як функція «Йти до» (англ. Go to) стали популярними, хоча ці системи також доступні на екваторіальних монтуваннях вищого класу. Алгоритми керування цих монтувань дозволяють налаштувати телескоп після наведення на щонайменше дві опорні зірки на початку сеансу спостережень. Це кріплення часто використовується на телескопах Кассегрена та похідних телескопах і зокрема традиційно асоціюється з Шмідтом-Кассегреном. Любителі фотографування з довгою експозицією можуть у більшості випадків оснастити ці прилади пристроєм компенсації обертання поля — «де-ротатором».

### Екваторіальне

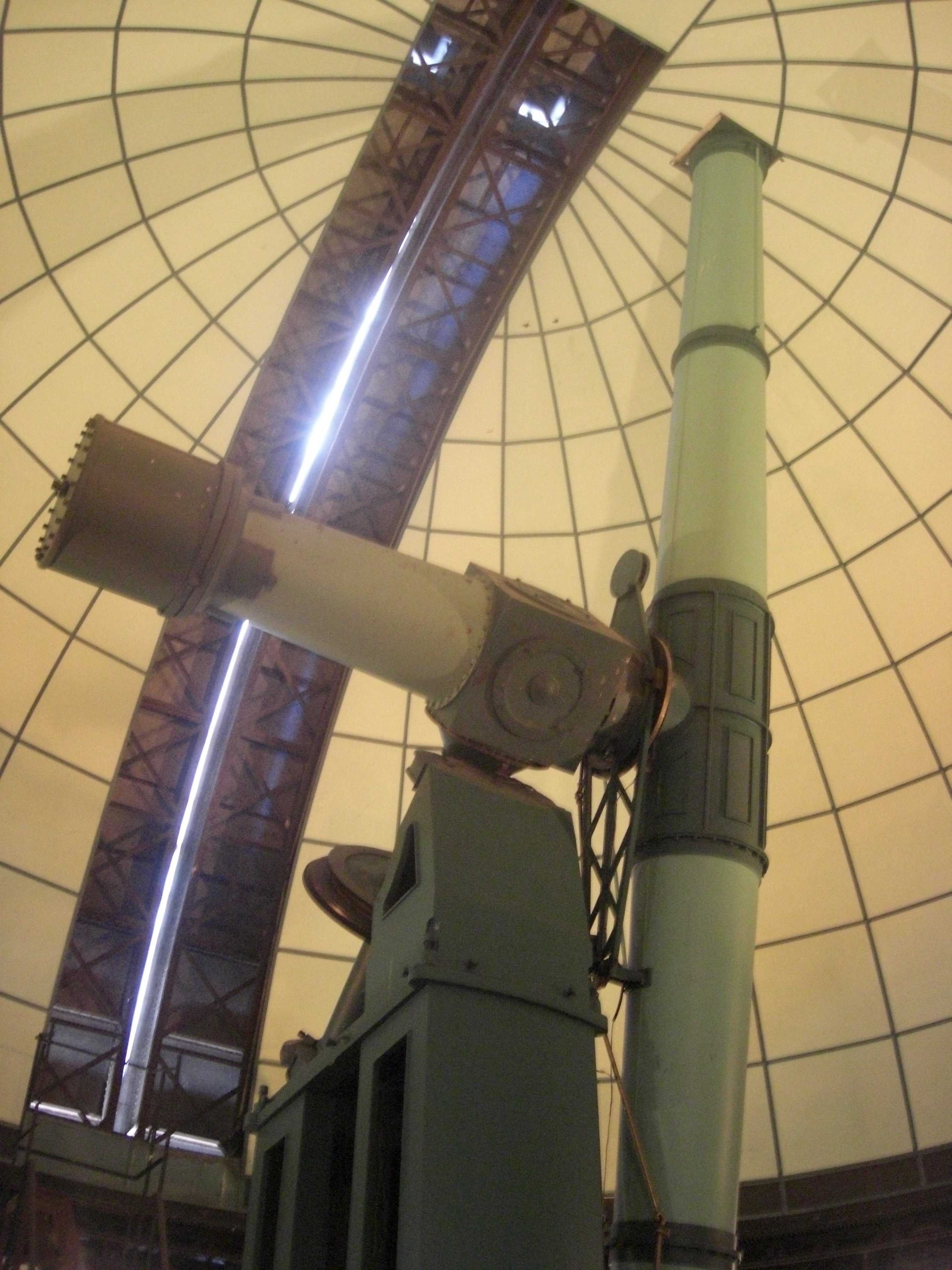
Екваторіальний телескоп факультету астрономічних і геофізичних наук Національного університету Ла-Плати.

Основна проблема з використанням альт-азимутального кріплення полягає в тому, що обидві осі необхідно постійно регулювати, щоб компенсувати обертання Землі. Навіть якщо робити це під керуванням комп'ютера, зображення обертається зі швидкістю, яка змінюється залежно від схилення. Цей ефект (відомий як обертання поля) робить альт-азимутальне монтування непрактичним для фотографування з довгою експозицією за допомогою невеликих телескопів.
Найкращим рішенням для малих астрономічних телескопів є нахил альт-азимутального монтування так, щоб вісь азимута була паралельна осі обертання Землі; це називається екваторіальним монтуванням, скорочено EQ.
Більшість телескопів встановлюється на екваторіальному монтуванні, одна з осей якого спрямована на полюс світу (полярна вісь), а інша лежить у площині небесного екватора (вісь прямого сходження). Телескоп на екваторіальному монтуванні називається екваторіалом. Перевага екваторіального монтування полягає у тому, що відстеження світила в полі зору телескопа (після наведення) здійснюється обертанням лише навколо однієї осі, тож обертання є рівномірним. Для такого обертання можна застосовувати простий механізм на зразок годинникового. Це особливо важливо під час тривалих спостережень, фотографування слабких об'єктів тощо.
Існує кілька типів екваторіального кріплення, серед яких можна виділити німецьке і вилкове.

### На літаках
Телескопи, встановлені на літальних апаратах, являють собою аерокосмічні оптичні або радіотелескопи, розміщені на спеціальних платформах на борту літаків. Вони виконують функції астрономічних інструментів, забезпечуючи можливість спостерігати небесні об'єкти і збирати дані в умовах, близьких до космічних, завдяки тому, що вони перебувають вище атмосфери Землі. Телескопи на літаках є важливими інструментами в астрономічних дослідженнях, доповнюючи спостереження, що проводяться на земних телескопах та космічних обсерваторіях. Вони дозволяють астрономам здійснювати нові відкриття та збирати цінні дані про Всесвіт. Яскравим прикладом такого телескопа є SOFIA, стратосферна обсерваторія для астрономічних спостережень у інфрачервоному діапазоні.

### На повітряних кулях
Телескопи на повітряних кулях розташовані в земній стратосфері.
Наприклад, SuperBIT (англ. Super-pressure Balloon-borne Imaging Telescope) — це телескоп, який працює в стратосфері на висоті 33,5 кілометра над поверхнею нашої планети. Телескоп використовує гелій як паливо і має парашутну систему для повернення на Землю. Над проєктом працювали фахівці з Торонтського університету, Принстонського університету, Даремського університету та NASA. Фінальні випробування SuperBIT були проведені у 2019 році, а вартість телескопа становила близько 5 мільйонів доларів.
SuperBIT запустили з Нової Зеландії за допомогою масивного стратостата. Він розпочав свою роботу наприкінці квітня 2023 року, подорожуючи навколо південної півкулі нашої планети. Телескоп працює вночі, а вдень  він заряджає свої сонячні батареї.
21 квітня 2023 року на офіційному сайті Торонтського університету опубліковані перші зображення, виконані телескопом SuperBIT, серед яких туманність Тарантул і зіткнення двох галактик.

### У космосі
Атмосфера Землі пропускає випромінювання в оптичному (0,3—0,6 мкм), ближньому інфрачервоному (0,6—2 мкм) і радіо- (1 мм — 30 м) діапазонах. Однак зі зменшенням довжини хвилі прозорість атмосфери суттєво знижується, тому спостереження в ультрафіолетовому, рентгенівському і гамма-діапазонах можливо проводити лише з космосу. Винятком є реєстрація гамма-випромінювання надвисоких енергій — тут підходять методи астрофізики космічних променів: високоенергійні гамма-фотони в атмосфері породжують вторинні електрони, які реєструються наземними установками з допомогою черенківського випромінювання. Прикладом такого методу є телескоп C.A.C.T.U.S..
В інфрачервоному діапазоні також наявне значне поглинання в атмосфері, однак у межах 2—8 мкм є певна кількість вікон прозорості (як і в міліметровому діапазоні), які дозволяють проводити спостереження. Крім того, оскільки більшість ліній поглинання в інфрачервоному діапазоні належить молекулам води, інфрачервоні спостереження проводять у сухих гірських районах (зрозуміло, на тих довжинах хвиль, де утворюються вікна прозорості у зв'язку з відсутністю води). Прикладом такого розміщення телескопа може бути Південнополярний телескоп на Південному географічному полюсі, котрий працює в субміліметровому діапазоні.
В оптичному діапазоні атмосфера прозора, проте через релеївське розсіювання вона по-різному пропускає світло різної частоти, що призводить до викривлення спектра світил (спектр зміщується у червоний бік). До того ж атмосфера завжди неоднорідна, у ній постійно наявні течії (вітри), що призводить до викривлення зображення. Тому роздільна здатність земних телескопів обмежена приблизно однією кутовою секундою незалежно від апертури телескопа. Цю проблему можна частково вирішити, застосувавши адаптивну оптику, що дозволяє суттєво знизити вплив атмосфери на якість зображення, і піднявши телескоп на значну висоту, де атмосфера більш розріджена, — в гори або в атмосферу за допомогою літака чи стратостата. Але найкращі результати отримують за розміщення телескопів у космосі.
Виведення телескопа в космос дозволяє збільшити роздільну здатність і для радіотелескопів, методом радіоінтерферометрії з наддовгою базою. Кожен радіотелескоп сам по собі має дуже малу роздільну здатність через значно більшу довжину радіохвиль відносно видимого світла, тому дифракційна межа {\displaystyle \phi =\lambda /D} набагато більша. Навіть попри те, що розміри радіотелескопів у десятки разів перевищують розмір оптичних телескопів. Наприклад, при апертурі 100 метрів (у світі існує лише два радіотелескопи такого розміру) роздільна здатність на довжині хвилі 21 см (лінія нейтрального водню) становить усього 7 кутових мінут, а на довжині хвилі 3 см — 1 кутова мінута (два видимих діаметри повного місяця), що недостатньо для астрономічних досліджень. Однак об'єднавши два радіотелескопи в радіоінтерферометр, можна значно підвищити роздільну здатність, оскільки тоді в ролі апертури виступає відстань між радіотелескопами. Вочевидь, для земних телескопів максимальна база не може перевищувати діаметр Землі, тому для подальшого збільшення роздільної здатності потрібно запускати один з телескопів на навколоземну орбіту.

## Спеціальні телескопи
На початку грудня 2024 року, як повідомило видання Spacenews, португальська компанія Neuraspace встановила в Чилі спеціальний телескоп для спостереження за супутниками та великими фрагментами космічного сміття на низькій навколоземній орбіті. Проєкт реалізується за підтримки Європейської комісії, яка виділила на нього €26 млн. Це вже другий такий телескоп компанії після встановленого в португальському муніципалітеті Бежа. Наявність двох обсерваторій у різних півкулях Землі дає змогу значно поліпшити моніторинг ситуації на орбіті. Обидва телескопи оновлюють інформацію щосекунди та забезпечують визначення положення супутника з похибкою менше ніж 100 м на один орбітальний оберт.

## Найбільші телескопи у світі

### Рефрактори
Розташування й апертури найвідоміших телескопів-рефракторів:
- Єркська обсерваторія — апертура 102 см, найбільший у світі телескоп-рефрактор[169].
- Шведський сонячний телескоп[en] — 100 см, при цьому діаметр лінзи (42 дюйми) більший за Єркський рефрактор, однак через специфіку конструкції апертура складає лише 39 дюймів[170].
- Обсерваторія Ліка — 91 см, стала першою гірською обсерваторією, в якій постійно проживали астрономи[171][172].
- Медунський великий телескоп[en](Паризька обсерваторія) — 83 см і 62 см, має унікальну конструкцію та фактично є двома окремими телескопами, один з яких використовується для спостережень в реальному часі, а інший — для знімків. Через це корпус телескопа має не циліндричну, а прямокутну форму[173][174][174].
- Обсерваторія Ніцци — 76 см, найбільший телескоп станом на 1888 рік; рекорд побито через рік телескопом в Обсерваторії Ліка[175]
- Обсерваторія Архенгольда — 68 см, має фокусну відстань 21 м, що робить його найдовшим нині діючим рефрактором[176].
- Обсерваторія Віденського університету — 68 см, найбільший телескоп у світі станом на 1883 рік[177]
- Обсерваторія Ловелла — 61 см[178]
- Обсерваторія Гриффіта — 30,6 см[179]

### Рефлектори
- Великий телескоп Канарських островів — 10,4 м, станом на 2024 рік — найбільший у світі діючий телескоп з одним дзеркалом[9].
- Кек 1 та Кек 2 — 10 м, два телескопи-близнюки, що можуть працювати в режимі інтерферометра з базою у 80 метрів[180].
- Великий бінокулярний телескоп — має два однакових дзеркала 8,4 м, подібно до Кек 1 та Кек 2, однак вже розташованих під спільним куполом[181].
- Дуже великий телескоп — система з чотирьох 8,2 м телескопів та кількох допоміжних інструментів; також може працювати в режимі інтерферометра[182].

- Телескоп Субару — 8,2 м[183]

### Космічні телескопи
- «Джеймс Вебб» — 6,5 м, найбільший оптичний космічний телескоп[184].
- «Гершель» — 3,5 м[185]
- «Габбл» — 2,4 м[186]

- «Кеплер» — 95 см[187]
- Гіппаркос — 30 см[188]

### Проєкти майбутніх великих телескопів
Оптично-інфрачервоні телескопи нового покоління, спостереження на яких планують почати до 2030 року:
- Тридцятиметровий телескоп — згідно з назвою, діаметр телескопа складатиме 30 м. За оптичною схемою  це телескоп Річі — Кретьєна. Його будують на горі Мауна-Кеа на Гаваях[189].
- Надзвичайно великий телескоп — матиме апертуру 39 м та стане найбільшим оптично-інфрачервоним телескопом у світі. За конструкцією — тридзеркальний анастигмат. Будується на горі Сьєрро-Армазоне, що в пустелі Атакама, Чилі. Перше світло заплановане на 2028 р[190].
- Гігантський магелланів телескоп — грегоріанський телескоп з апертурою 25,4 м, що складається із суцільних сегментів діаметром 8,4 м[191]. Будується на території обсерваторії Лас Кампанас у пустелі Атакама.
- Обсерваторія імені Вери Рубін — тридзеркальний анастигмат діаметром 8,4 м. Його завданням буде регулярний огляд неба, а не спостереження конкретних об'єктів. Будується на горі Сьєрро-Пачон у пустелі Атакама.[192]

## Виробники аматорських телескопів
Список найвідоміших виробників телескопів
- CELESTRON (США)
- Meade (США)
- SKY WATCHERS (Тайвань)
- Orion (США)
- Explore Scientific (США)
- William Optics (Тайвань)

Окрім готових до використання телескопів, аматори часто, з різних причин (вартість, власні потреби, тощо), будують телескопи власної конструкції. Для проектування телескопів використовують спеціалізоване програмне забезпечення для розрахунку і симуляції оптичних систем:
- Zemax[en]
- Astree[194][195] та Foucault2[196][197] (підтримують формати файлів Zemax)
- TM Optical Design and Analysis Software ( ATMOS)[198]
- Optics Workbench[199] та Optics Design Workbench[200] (доповнення для FreeCAD)
- Ray Optics[201] (доповнення для Inkscape)

## У культурі
Астрономія загалом широко представлена в культурі різних народів. Зокрема телескопи, як найбільш поширений астрономічний прилад, трапляються в кінематографі, літературі, музиці, іграх і архітектурі. Втім, в переважній більшості випадків (за окремими рідкісними виключеннями) телескоп не є головним об'єктом творів мистецтва. Основними об'єктами телескопи є в документальних фільмах, таких як:
- Габбл[en] (2010), про однойменний телескоп[203].
- Unknown: Cosmic Time Machine[en] (2023), про телескоп «Джеймс Вебб»[204].
- 400 Years of the Telescope[en] (2009), про історію та розвиток телескопа[205].
- Cosmis Flows: The Cartographers of the Universe (2019), про використання великих телескопів для астрономічних досліджень[206].
- Телескоп (2016), про історію телескопа та «Джеймс Вебб»[207].

Іноді телескопи використовуються декоративними елементами, наприклад, група Muse використовувала декоративні телескопи як під час виступів. Також використання телескопів є елементами в деяких комп'ютерних іграх, наприклад в Kerbal Space Program можна конструювати та запускати космічні телескопи.
Окремий факт зв'язку телескопів з місцевою культурою пов'язаний з будівництвом одного з найбільших телескопів у світі. Починаючи з 2014 року, релігійні переконання місцевих мешканців Гаваїв спричинили конфлікт інтересів з астрономами та інженерами, які почали будівництво Тридцятиметрового телескопа на горі Мауна-Кеа.